# Norsk Melodi Grand Prix 2011
Norsk Melodi Grand Prix 2011 var den 50:e upplagan av tävlingen som avgjorde vem som fick representera Norge vid Eurovision Song Contest 2011. Tävlingen arrangerades av NRK.

## Förberedelser
Uttagningen till tävlingen inleddes strax efter att Eurovision Song Contest 2010 avgjorts. Den 15 september sattes som sista datum för att skicka in bidrag till tävlingen. Inga begränsningar gällande deltagarnas nationalitet har satts. I augusti meddelade NRK uttagningsdatumen och vilka städer som kommer att stå värd för tävlingen.
Den första semifinalen hölls i Brekstad, Ørland, den 15 januari 2011, den andra i Florø en vecka senare, den tredje hölls i Skien 29 januari 2011. Andra chansen hölls i Sarpsborg den 5 februari 2011. Finalen hölls i Oslo Spektrum, Oslo, den 12 februari 2011.
12 oktober 2010 meddelade NRK att man mottagit 700 låtar. 21 av dessa utvaldes att gå till de tre semifinalerna, där det i varje semifinal deltar 7 artister. Namnen på de första nio deltagarna meddelade NRK den 22 oktober 2010 vid en presskonferens.
Programledare var Anne Rimmen och Per Sundnes.

## Tävlingsupplägg

### Värdstäder
| Datum       | Stad      | Plats                            | Heat               |
| ----------- | --------- | -------------------------------- | ------------------ |
| 15 januari  | Brekstad  | Hangar E, Ørland Hovedflystasjon | Första semifinalen |
| 22 januari  | Florø     | Florø Idrettssenter              | Andra semifinalen  |
| 29 januari  | Skien     | Skien Fritidspark                | Tredje semifinalen |
| 5 februari  | Sarpsborg | Sparta Amfi                      | Andra chansen      |
| 12 februari | Oslo      | Oslo Spektrum                    | Finalen            |

## Deltagare

### Första semifinalen, Ørland
| Nr | Artist          | Låt                                    | Text                                        | Musik                                                 | Resultat |
| -- | --------------- | -------------------------------------- | ------------------------------------------- | ----------------------------------------------------- | -------- |
| 1. | Carina Dahl     | "Guns & Boys"                          | Carina Dahl, Nanna Martorell, Hanne Sørvaag | Carina Dahl, Nanna Martorell, Hanne Sørvaag           |          |
| 2. | Use Me          | "Daisy"                                | Jim André Bergsted                          | Jim André Bergsted                                    | 4        |
| 3. | Sichelle        | "Trenger mer"                          | Christine Dancke                            | Christine Dancke                                      |          |
| 4. | Sie Gubba       | "Alt du vil ha"                        | Magne Almås, Petter Øien                    | Magne Almås, Petter Øien                              | 3        |
| 5. | Rikke & Åste    | "Not That Easy (Ah-Åh-Ah-Åh)"          | Rikke Normann                               | Rikke Normann                                         | 1        |
| 6. | Helene Bøksle   | "Vardlokk"                             | Cecilie Larsen                              | Helene Bøksle, Sindre Hotvedt, Knut Avenstroup Haugen | 2        |
| 7. | Gatas Parlament | "Jobbe litt mindre, og tjene litt mer" | Gatas Parlament                             | Jester (Alex Molkom)                                  | Wildcard |

### Andra semifinalen, Florø
| Nr | Artist            | Låt                           | Text (t) / Musik (m)                                         | Resultat |
| -- | ----------------- | ----------------------------- | ------------------------------------------------------------ | -------- |
| 1. | Mimi Blix         | "Allergic"                    | Merethe La Verdi (m & t), Kjetil Schei (m & t)               | 4        |
| 2. | Babel Fish        | "You can depend on me"        | Halvor Holter (m & t), Tarjei Van Ravens (m & t)             | 1        |
| 3. | Pernille & Marius | "I’ll be yours"               | Ovi (m & t), Johanna Demker (m & t), Björn Djupström (m & t) | Wildcard |
| 4. | Hanne Sørvaag     | "You’re like a melody"        | Hanne Sørvaag (m & t), Martin Hansen (m & t)                 | 2        |
| 5. | Isabella          | "Sand"                        | Isabella Leroy (m & t)                                       |          |
| 6. | Endre             | "Oh, oh (Puppy love)"         | Samsaya (m & l), Jarl Aanestad (m & t)                       | 3        |
| 7. | Marika Lejon      | "Hungry for you (Gipsydance)" | Marika Lejon (m & t)                                         |          |

### Tredje semifinalen, Skien
| Nr | Artist            | Låt                  | Text (t) / Musik (m) | Resultat |
| -- | ----------------- | -------------------- | --- | -------- |
| 1. | Grethe Svensen    | "Like dreamers do"   | Grethe Svensen (m), Tommy Berre (m), Simon Walker (t)                                                                      |          |
| 2. | Girl Happy        | "SOS"                | Tor Einar Krogtoft-Jensen (m & t), Christoffer Bergersen (m & t)                                                           |          |
| 3. | The BlackSheeps   | "Dance tonight"      | Agnete Johnsen (m & t), Emelie Nilsen (m & t)                                                                              | 2        |
| 4. | Noora Noor        | "Gone with the wind" | Simone Larsen (m & t), Moh Denebi (m & t), Jennifer Brown (m & t), Bjørn Djupström (m & t)                                 |          |
| 5. | Susperia          | "Nothing remains"    | Terje Andersen (m), Christian Hagen (m), Kenneth Åkesson (m), Håkon Didriksen (m), Øyvind Mustaparta (m), Pål Mathisen (t) | 4        |
| 6. | Stella Mwangi     | "Haba haba"          | Beyond51 (m), Big City (m), Stella Mwangi (t)                                                                              | 1        |
| 7. | The Lucky Bullets | "Fire below"         | Knud Kleppe (m & t) | 3        |

### Siste Sjansen
|  | Runda 1                                                 | Runda 1                          |                                  |         | Runda 2 | Runda 2 |  |  | Finalister |  |
|  |                                                         |                                  |                                  |         |         |         |  |  |            |  |
|  |                                                         |                                  |                                  |         |         |         |  |  |            |  |
|  |                                                         |                                  |                                  |         |         |         |  |  |            |  |
|  | Use Me - "Daisy"                                        | Vinnare                          |                                  |         |         |         |  |  |            |  |
|  | Use Me - "Daisy"                                        | Vinnare                          |                                  |         |         |         |  |  |            |  |
|  | Pernille & Marius - "I'll Be Yours"                     | Ut                               |                                  |         |         |         |  |  |            |  |
|  | Pernille & Marius - "I'll Be Yours"                     | Ut                               | Use Me - "Daisy"                 | Ut      |         |         |  |  |            |  |
|  |                                                         |                                  | Use Me - "Daisy"                 | Ut      |         |         |  |  |            |  |
|  |                                                         | Sie Gubba - "Alt du vil ha"      | Vinnare                          |         |         |         |  |  |            |  |
|  | Sie Gubba - "Alt du vil ha"                             | Sie Gubba - "Alt du vil ha"      | Vinnare                          | Vinnare |         |         |  |  |            |  |
|  | Sie Gubba - "Alt du vil ha"                             |                                  |                                  | Vinnare |         |         |  |  |            |  |
|  | Mimi Blix - "Allergic"                                  | Ut                               |                                  |         |         |         |  |  |            |  |
|  | Mimi Blix - "Allergic"                                  | Ut                               | Sie Gubba - "Alt du vil ha"      |         |         |         |  |  |            |  |
|  |                                                         |                                  |                                  |         |         |         |  |  |            |  |
|  |                                                         | The Lucky Bullets - "Fire Below" |                                  |         |         |         |  |  |            |  |
|  | Gatas Parlament - "Jobbe litt mindre og tjene litt mer" | Ut                               |                                  |         |         |         |  |  |            |  |
|  | Gatas Parlament - "Jobbe litt mindre og tjene litt mer" | Ut                               |                                  |         |         |         |  |  |            |  |
|  | The Lucky Bullets - "Fire Below"                        | Vinnare                          |                                  |         |         |         |  |  |            |  |
|  | The Lucky Bullets - "Fire Below"                        | Vinnare                          | The Lucky Bullets - "Fire Below" | Vinnare |         |         |  |  |            |  |
|  |                                                         |                                  | The Lucky Bullets - "Fire Below" | Vinnare |         |         |  |  |            |  |
|  |                                                         | Susperia - "Nothing Remains"     | Ut                               |         |         |         |  |  |            |  |
|  | Endre - "Oh, Oh (Puppy Love)"                           | Susperia - "Nothing Remains"     | Ut                               | Ut      |         |         |  |  |            |  |
|  | Endre - "Oh, Oh (Puppy Love)"                           |                                  |                                  | Ut      |         |         |  |  |            |  |
|  | Susperia - "Nothing Remains"                            | Vinnare                          |                                  |         |         |         |  |  |            |  |
|  | Susperia - "Nothing Remains"                            | Vinnare                          |                                  |         |         |         |  |  |            |  |

### Final
| Nr | Artist            | Låt                           | Text (t) / musik (m)                                                                  | Resultat |
| -- | ----------------- | ----------------------------- | ------------------------------------------------------------------------------------- | -------- |
| 1  | Helene Bøksle     | "Vardlokk"                    | Helene Bøksle (m), Sindre Hotvedt (m), Knut Avenstroup Haugen (m), Cecilie Larsen (t) |          |
| 7  | Åste & Rikke      | "Not That Easy (Ah-Åh-Ah-Åh)" | Rikke Normann (m & t)                                                                 |          |
| 3  | Babel Fish        | "Depend on Me"                | Halvor Holter (m & t), Tarjei Van Ravens (m & t)                                      |          |
| 8  | Hanne Sørvaag     | "You're Like a Melody"        | Hanne Sørvaag (m & t), Martin Hansen (m & t)                                          |          |
| 5  | The BlackSheeps   | "Dance Tonight"               | Agnete Johnsen (m & t), Emelie Nilsen (m & t)                                         | 2        |
| 6  | Stella Mwangi     | "Haba Haba"                   | Beyond51 (m), Big City (m), Stella Mwangi (t)                                         | 1        |
| 2  | Sie Gubba         | "Alt du vil ha"               | Magne Almås (m & t), Petter Øien (m & t)                                              | 4        |
| 4  | The Lucky Bullets | "Fire Below"                  | Knud Kleppe (m & t)                                                                   | 3        |